# جيجل
جيجل أو إجيجلي، مدينة وبلدية تابعة إقليميا إلى دائرة جيجل ولاية جيجل الجزائرية. هي عاصمة الدائرة وعاصمة الولاية، وهي أكبر بلديات الولاية من الناحية السكانية ومدينتها هي أكبر مدن الولاية مساحةً.
جيجل مدينة ساحلية تقع في الشرق الجزائري وتقريبا وسط الولاية. تعداد سكّانها : 161989 نسمة (2018) يتوزعون على مساحة 62,38 كم² أي كثافة 	2597 نسمة/كم² .

## التسمية
جيجل هو اسم المدينة الذي تعمم على كل الولاية، وأصل التسمية هو كلمة إجيلجلي. حيث اختلف الكثير في أصلها، فهناك من أشار إلى أنها فينيقية وتعني شاطئ لدوامة، وهناك من قال أنها أمازيغية تعني من ربوة إلى ربوة أو من جبل إلى جبل لسلاسل الجبلية الطاغية على جغرافية المنطقة والتي تمثل 82 % من مساحة الولاية.

## جغرافيا

### تضاريس
تحتوي الطبوغرافيا على مسافة ميلين من جيجل على اختلافات طفيفة في الارتفاع، حيث يبلغ الحد الأقصى لتغير الارتفاع 390 قدمًا ومتوسط الارتفاع فوق مستوى سطح البحر 60 قدمًا. في حدود 16 كيلومتراً، اختلافات طفيفة في الارتفاع فقط (962 متراً). في حدود 80 كيلومترًا، توجد اختلافات كبيرة في الارتفاع (2005 مترًا).
المنطقة الواقعة على بعد 3 كيلومترات من جيجل مغطاة بالمياه (60%) والمسطحات الاصطناعية (21%)، وفي حدود 16 كيلومترا بالمياه (57%) والأراضي المزروعة (22%)، وفي دائرة نصف قطرها 80 كيلومترا بالمياه (50%). %) والأراضي المزروعة (31%).

## تاريخ

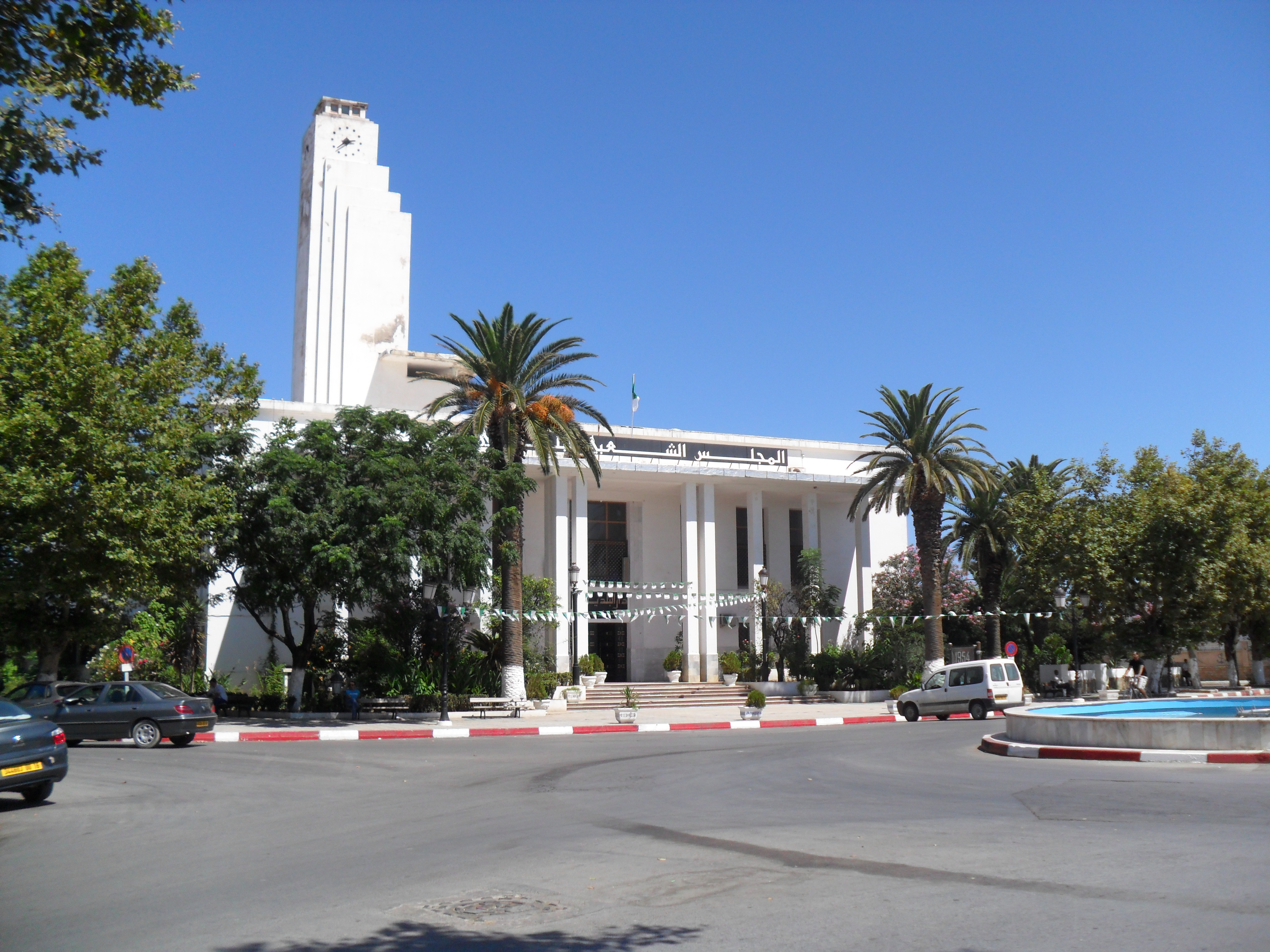
مقر المجلس الشعبي البلدي لمدينة جيجل.

### نشأتها
يعود تاريخ نشأة مدينة جيجل الجزائرية إلى القرن السادس قبل الميلاد حسب ارجح الروايات التاريخية. ويعزو المؤرخون بناءها إلى الفينيقيين الذين اتخذوها مركزاً تجارياً ومرفأ آمناً على الساحل الشمالي لغرب المتوسط. ومن الآثار التي تدل على الوجود الفينيقي بالمدينة مقبرة في قمة صخرية تسمى الرابطة بالجهة الشمالية الغربية لمدينة جيجل ما تزال تحتفظ بمجموعة من القبور المحفورة في الصخر. والموقع مصنف ضمن المعالم الاثرية. 

### العصرالإسلامي
يعود تواجد العرب المسلمين ببلاد المغرب إلى سنة 720 م بعد مجيء الفاتح موسى بن نصير إلى أفريقية (تونس حاليا)، و بعدها نزح بجيش من القيروان إلى منطقة جيجل سنة 772 م، و هكذا أصبحت جيجل جزءا من الحكم الإسلامي و كان لها أهمية كبيرة لاحتوائهـا على ميناءين الأول يصعب الوصول إليه و الثاني سمـــي “مـــرسى شارا” و معناه “مرسى السوق“، حسب ما ذكره المؤرخ ابن كثير.
أثناء قيام دولة الأغالبة بتونس و عاصمتها القيروان882 م، كانت جيجل جزءا منها، و المعروف أن أهالي جيجل من قبيلة “كتامـــة البربريـــة“، و قد لعبت هذه القبيلـــة دورا هاما في تأسيس الدولة الفاطمية خلال القرن 10 م، و ذلك من خلال احتضانها لدعوة “عبد الله الشيعي“، حيث، و انطلاقا من جنوب المدينة انطلقت الدعوة  و اتجهوا شرقا و اسقطوا الدولة الأغلبية، ثم وصلـوا إلى مصـر و شيدوا القاهرة و اتخذوها عاصمة لخلافتهـم و بنوا بها جامع الأزهر (953 م-975 م) الذي أنجـب العديد من علماء المسلمين، و قد تم ذكر هذه الأحداث التاريخية في كتاب “تحفة الأحباب” للسخاوي.و في عهد الخليفة الحمادي “الناصر بن علناس” المدعو “علاء الناس” كانت جيجل تحت سلطة الدولة الحمادية و عاصمتها بجاية.

### النورمانديين والجنويون

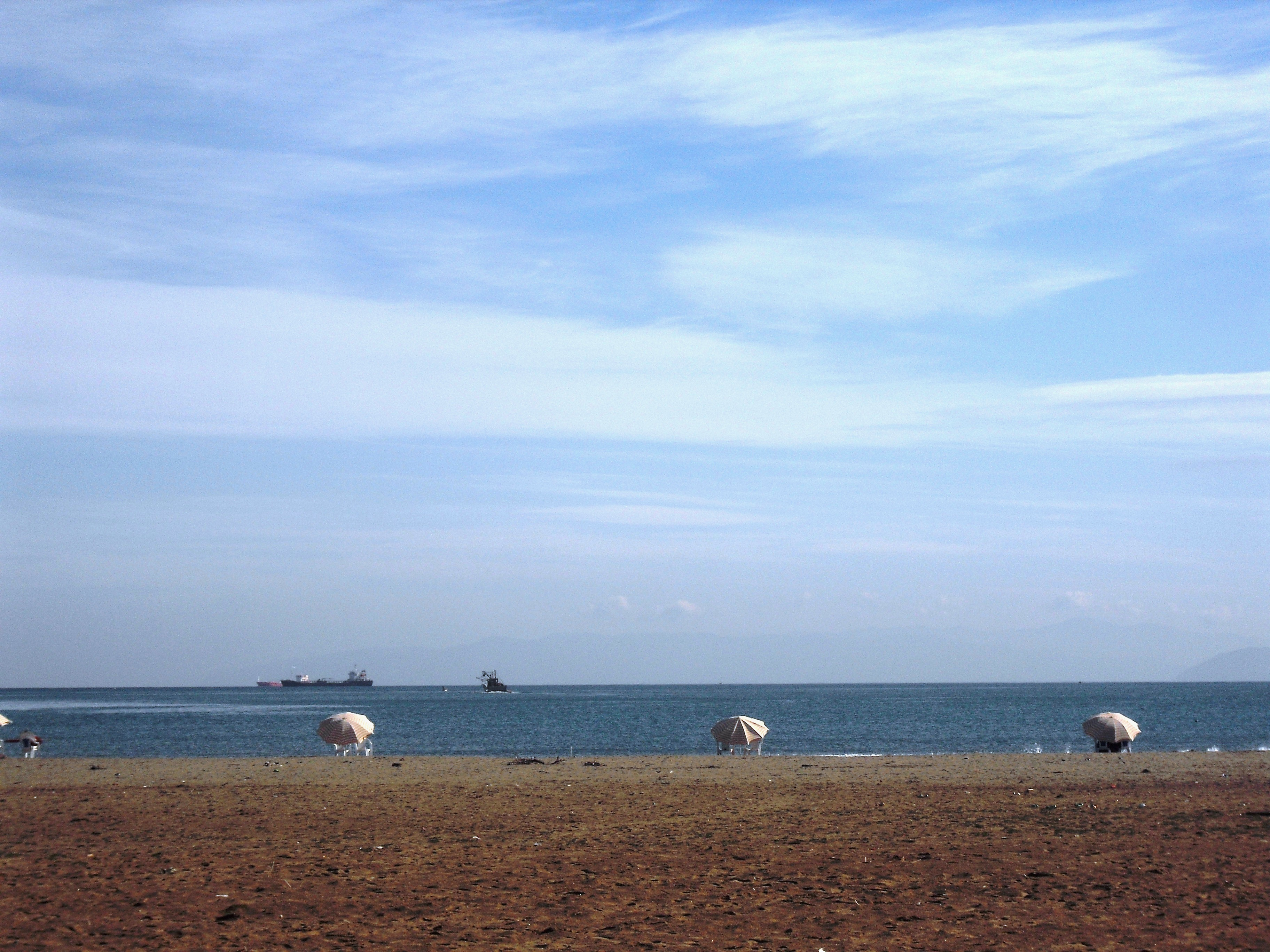
شاطئ كتامة (مارس 2011).

عرف ميناء المدينة مع الحماديين نشاطاً تجارياً مكثفا كما تشير إليه بعض المصادر، بينما تشير مصادر أخرى إلى أن المدينة وخلال الفترة الحمادية كانت تحت سيطرة النصارى النورمانديين، حيث هدمها وخربها أمير بحر روجر الصقلي عام 1143 م. إلا أنه أشير إلى وجود قصر النزهة للأمير الحمادي عبد العزيز وُجِدَ على جبل إيوف المطل على المدينة، مما يثبت الوجود الحمادي بمدينة جيجل.
احتل الجنويون مدينة جيجل عام 1240م، واتخذوا منها مرفأ تجارياً على الساحل الأفريقي وأقاموا فيها حامية لهم. وقد قيل أن مدينة جيجل كانت أكبر سوق لبيع العبيد على عهد الجنويين (نسبة إلى جنوة الإيطالية). وكان بها لكل مدينة إيطالية دكاكينها وحوانيتها، كمدينتي بيزا والبندقية اللتين كثيراً ما ارتبط نشاطهما التجاري مع مدينة جيجل.
غير أنه كان للوجود الجنوي تأثيراً كبيراً على ساكني المدينة والمنطقة ككل، تأثير تجلى أكثر على المستوى اللغوي والحرفي، حيث ما يزال سكان المدينة حالياً ينطقون في لهجتهم، الحرف من الاصل الإيطالي كأن يقال: «التاريخ دي». وما يزالون كذلك يمارسون نشاطاً بحرياً مرتبطين في غالب الأحيان بالبحر. ويظهر هذا التأثير الإيطالي بنوع خاص في لباس البحارة الفضفاض.
اتُخذت المدينة أول عاصمة للجزائر في العصر الحديث إلى غاية عام 1524 م، بعدما تحول مركز القيادة إلى الجزائر العاصمة.

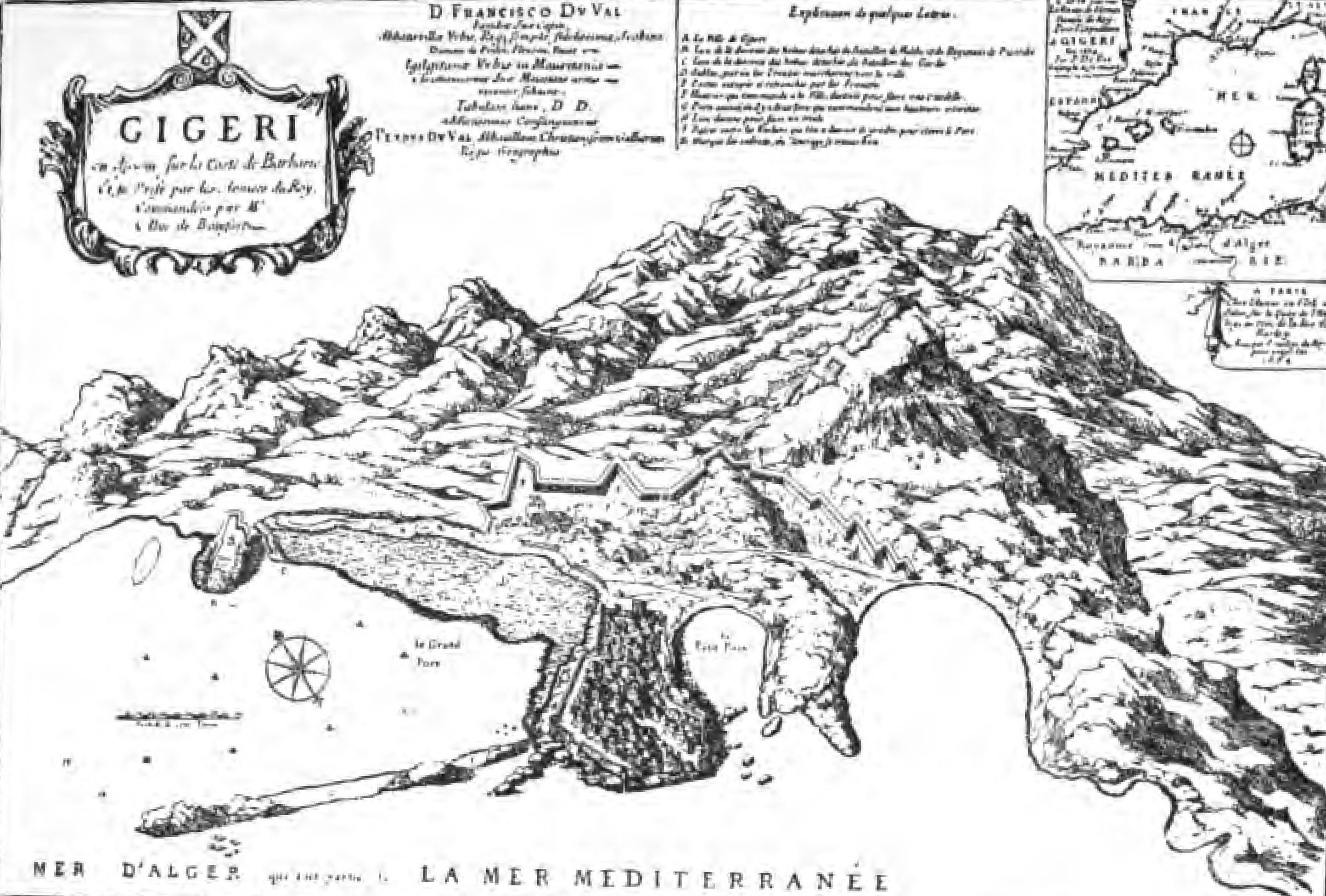
جيجل عام 1664

### جيجل تستقبل الإخوة بربروس
مع بداية القرن السادس عشر اشتدت الحملات الإسبانية على السواحل الجزائرية والمغاربية فسقطت العديد من الموانئ في أيديهم مثل بجاية ووهران وأصبح الخطر يهدد مدينة جيجل فاتصل سكان المنطقة بالإخوة خير الدين وعروج وسرعان ما لبى هؤلاء النداء وقدموا في قوة بحرية وحاصروا الميناء وساعدهم المجاهدون القدامى من بني عمران وبني فوغال وبني خطاب وبني أحمد واستغل هؤلاء وجود الغابات الكثيفة التي ساعدتهم على إقامة مصانع السفن الحربية وسرعان ما تحرك هذا الجيش لمهاجمة الإسبان في الموانئ المحتلة، وسرعان ما تساقطت هذه الموانئ الواحدة تلو الأخرى في أيدي الأتراك ومن معهم من أهالي جيجل.

### الحقبة الاستعمارية
في 13 ماي 1839، تسع سنوات بعد سقوط العاصمة الجزائر، استولت القوات الفرنسية على مدينة جيجل

## مرحلة الاستقلال
عرفت مدينة جيجل توسعا عمرانيا كبيرا خلال فترة الاستقلال. حيث تمت ترقيتها إلى مقر ولاية سنة 1974. وبنيت بها جامعة عام 2002.

### مناطق جيجل البلدية

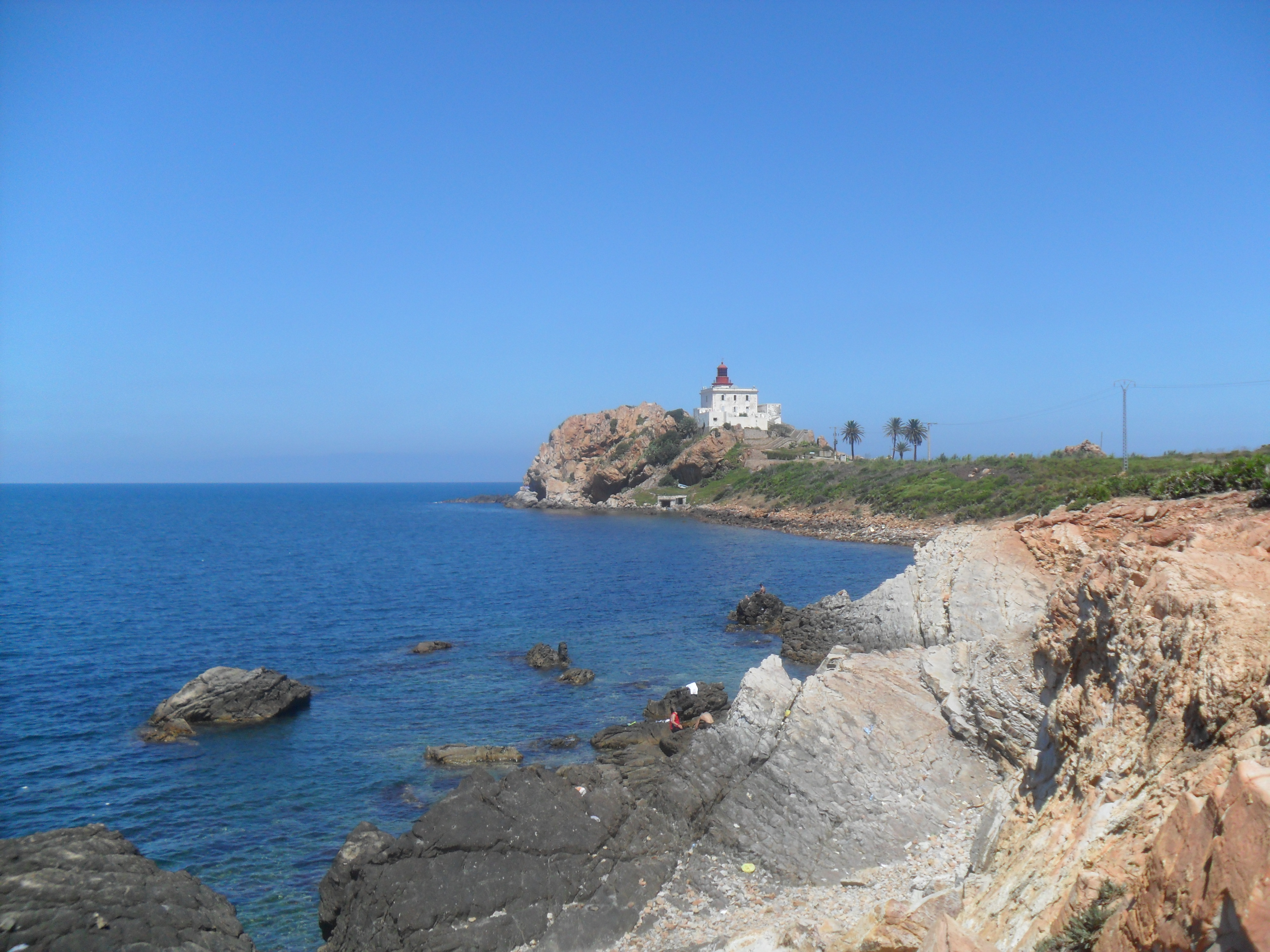
شاطئ المنار الكبير -جيجل

بعض مناطق بلدية جيجل
- الكلم الثالث (الطروازيام)
- أولاد بوالنار
- راس العافية
- البرقوقة
- بوالرمل
- الحدادة
- الرابطة
- بني أحمد
- كتامة

### أحياء جيجل المدينة
بعض أحياء مدينة جيجل:
- حي لعقابي

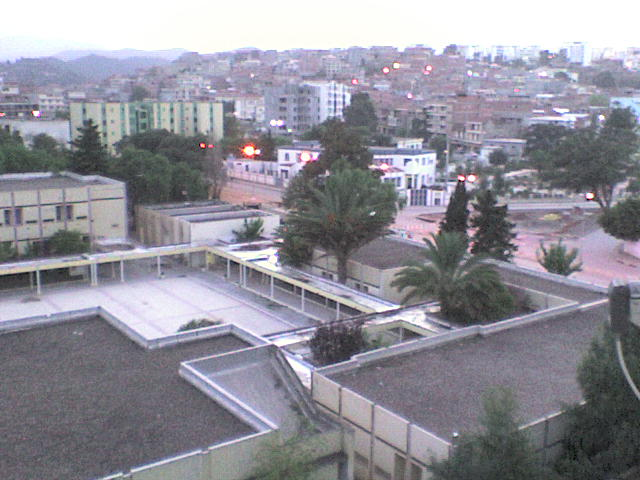
حي موسى - جيجل.

- حي أيوف (الاصل عيوف أحد الابطال المحاربين)
- (مخيم الفرسان (Camp de chevalier)
- باب السور (نسبة إلى أحد أبواب المدينة القديمة)
- ليكيثي حي في أعالي المدينة توجد به جامعة العلوم والتكنولوجيا
- الكازينو (حي الشاطئ)
- المقاسب
- حي أولاد عيسى
- حي مصطفى
- حي موسى (Village Moussa)
- وسط المدينة العتيق
- البيازة (منطقة سكنية)
- القمم (لاكرات la crête)
- الفوبور (Faubourg )
- باشلو
- طريق الشورى
- طريق لاسويس (Rue la suisse)
- قصادا(نسبة للمعمر Monsieur calzada )
- بومارشي (نسبة إلى Beaumarchais)
- الرابطة
- الحدادة
- دي شابرية
- البرقوقة
- بوالرمل
- بلهاين
- الوازيز (L'oasis)
- بن عاشور
- اخرخط
- دي بن يونس
- النورموندي
- فيلاج عنبة
- ليتوال
- حجيرة غولة
- دي صالبة
- بن عشور
- حي الزبيرية
- مزغيطان
- السوق الكبير ( سوق وسط المدينة )
- حي 800 مسكن وكالة عدل مزغيطان
- حي 400 مسكن وكالة عدل امزوي
- حي 160 مسكن طب الزرارة
- حي 300 مسكن طب الزرارة

## مقالات ذات صلة
- ولاية جيجل
- دائرة جيجل